# Elimia pilsbryi
Elimia pilsbryi är en snäckart som först beskrevs av Goodrich 1927.  Elimia pilsbryi ingår i släktet Elimia och familjen Pleuroceridae. IUCN kategoriserar arten globalt som utdöd. Inga underarter finns listade i Catalogue of Life.